# تيمكو بادورا

شعارات الأسرة (ساس)

تيمكو بادورا أو توماش (بالأوكرانية: Тимко Падура) (1801 - 1871) كان شاعرًا رومانسيًا بولنديًا. لما يسمى بالمدرسة الأوكرانية، وموسيقيًا، وعازفًا، وملحنًا، وكاتب أغاني. ولد في عائلة نبيلة وطنية بولندية.
أغنية بادورا لأوستيم كرماليوك «ما وراء سيبيريا تشرق الشمس» ("За Сибіром cонце cходить") حققت شعبية غير عادية في أوكرانيا في القرن التاسع عشر. أصبحت أغنية شعبية. وربما كتب أيضًا أغنية " Hej Sokoły " التي تحظى بشعبية كبيرة في كل من أوكرانيا وبولندا.
ولد في إلينسي وتوفي في كوزياتين. شارك في انتفاضة نوفمبر.